# Hattfjelldal
Hattfjelldal (südsamisch Aarborte) ist eine Kommune im norwegischen Fylke Nordland. Die Kommune hat 1274 Einwohner (Stand: 1. Januar 2025). Verwaltungssitz ist der gleichnamige Ort Hattfjelldal.

## Geografie

### Lage
Die Gemeinde grenzt an Hemnes im Norden, Vefsn im Nordwesten, Grane im Westen und an Røyrvik im Süden. Im Osten liegt Schweden. Die Grenze zu Røyrvik stellt dabei zugleich die zwischen den Fylkern Nordland und Trøndelag dar. An der Grenze zu Hemnes liegt der See Røssvatnet (Reevhtse). Mit einer Fläche von etwa 218 km² ist er der zweitgrößte See des norwegischen Hauptlandes. In Hattfjelldal liegen weitere Seen wie etwa das Unkervatn. Im Süden der Kommune liegt ein Teil des Børgefjell-Nationalparks im Gemeindegebiet. Der Fluss Vefsna, der bei Mosjøen in Vefsn in das Meer mündet, wird aus dem im Nationalpark entspringenden Quellfluss Austervefsna gespeist.
Die Erhebung Kvigtinden (samisch Voenjelensnjurhtjie) stellt mit einer Höhe von 1699,3 moh. den höchsten Punkt der Kommune Hattfjelldal dar. Der Berg liegt auf der Grenze zu Grane.

### Klima
|                        | Jan  | Feb  | Mär  | Apr  | Mai | Jun  | Jul  | Aug  | Sep | Okt | Nov  | Dez  |   |      |
| Mittl. Temperatur (°C) | −8,7 | −7,6 | −4,4 | −0,3 | 5,3 | 10,2 | 11,9 | 11,0 | 6,3 | 2,1 | −4,0 | −6,9 | ⌀ | 1,3  |
|                        |      |      |      |      |     |      |      |      |     |     |      |      |   |      |
| Niederschlag (mm)      | 106  | 83   | 80   | 48   | 42  | 51   | 76   | 77   | 114 | 125 | 100  | 118  | Σ | 1020 |

|  |

|  |

|  |

|  |

|  |

|  |

|  |

|  |

|  |

|  |

|  |

|  |

|  |

|  |

|  |

|  |

|  |

|  |

|  |

|  |

|  |

|  |

|  |

|  |

## Einwohner

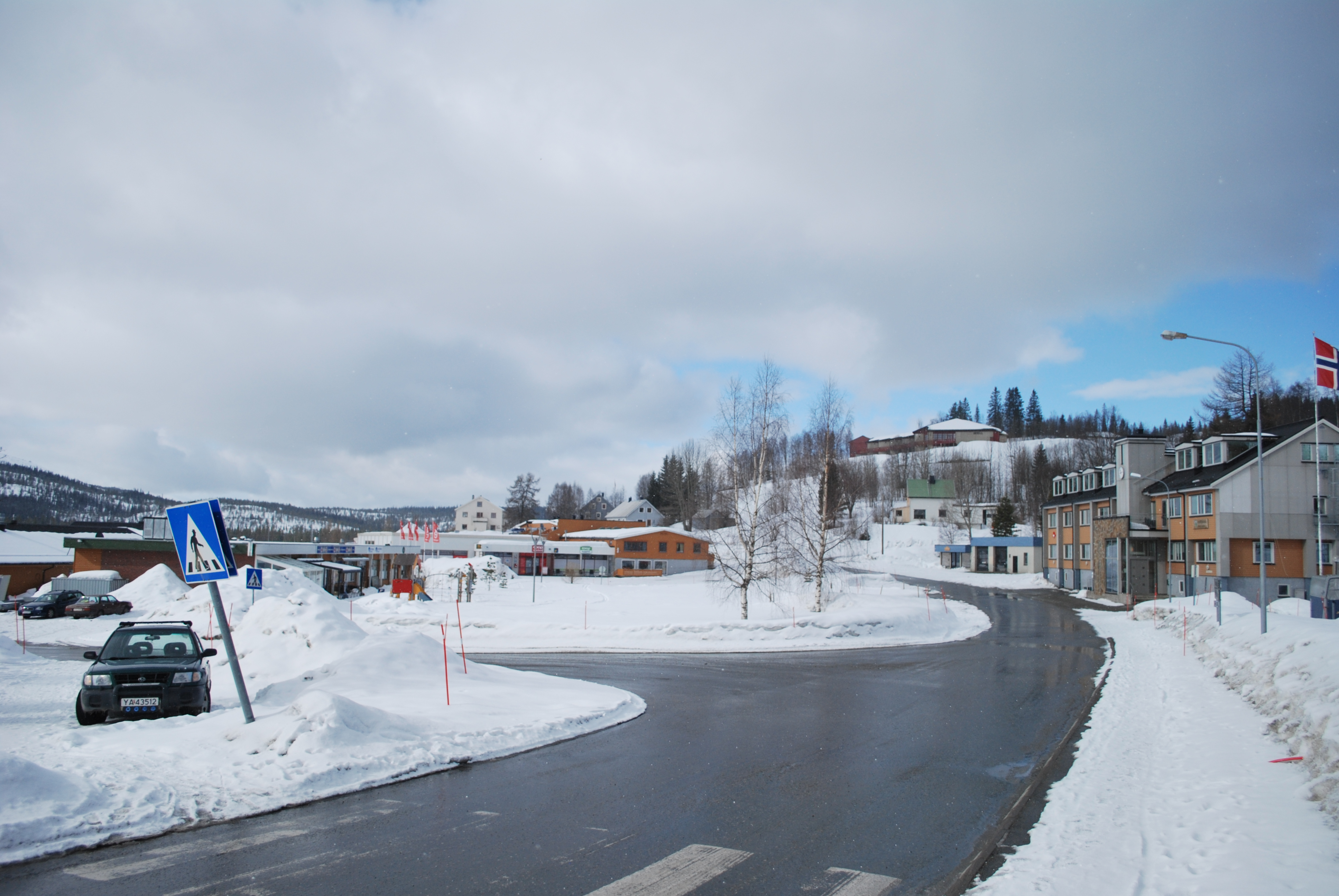
Blick auf die Ortschaft Hattfjelldal

Die Bevölkerung konzentriert sich zu einem gewissen Grad um die Ortschaft Hattfjelldal, die etwas südlich vom Røssvatn liegt. Die restlichen Einwohner verteilen sich vor allem im südlich des Orts gelegenen Tal Susedalen, entlang des Riksveis 73 und am Ufer des Røssvatns. Der Ort Hattfjelldal ist der einzige sogenannte Tettsted, also die einzige Ansiedlung, die für statistische Zwecke als eine städtische Siedlung gewertet wird. Zum 1. Januar 2024 lebten dort 542 Einwohner.
Die Einwohner der Gemeinde werden Hattfjelldaling genannt. Hattfjelldal hat wie viele andere Kommunen der Provinz Nordland weder Nynorsk noch Bokmål als offizielle Sprachform, sondern ist in dieser Frage neutral. Da Hattfjelldal Teil des samischen Verwaltungsgebiets ist, ist die norwegische Sprache dem Samischen gleichgestellt. Die Einwohner haben folglich unter anderem einen Anspruch darauf, die Kommunikation mit öffentlichen Organen in einer samischen Sprache laufen zu lassen.
| Jahr          | 1986 | 1990 | 1995 | 2000 | 2005 | 2010 | 2015 | 2020 | 2025 |
| ------------- | ---- | ---- | ---- | ---- | ---- | ---- | ---- | ---- | ---- |
| Einwohnerzahl | 1768 | 1728 | 1666 | 1634 | 1530 | 1444 | 1533 | 1297 | 1274 |

## Geschichte

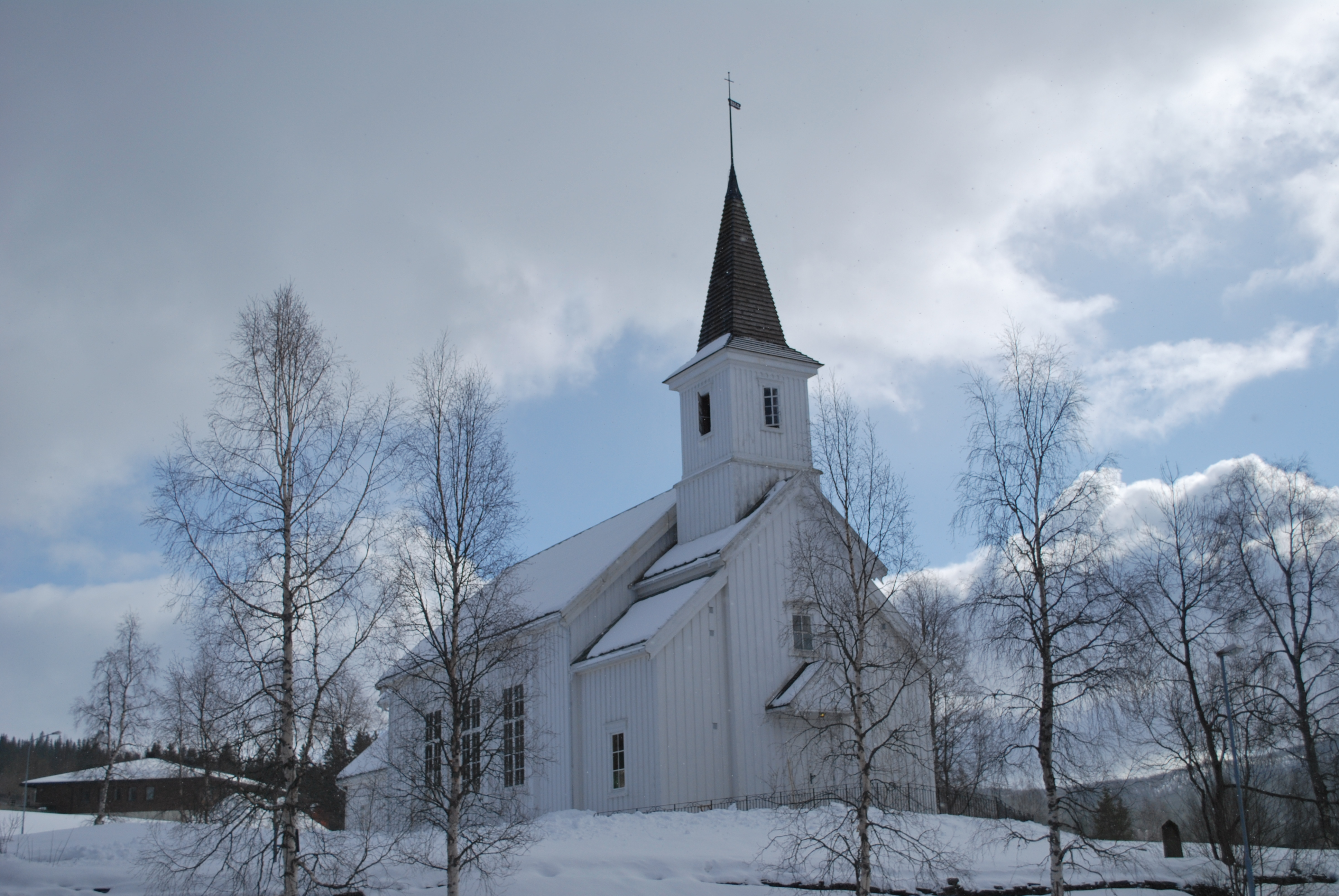
Hattfjelldal kirke

Die Kommune Hattfjelldal entstand im Jahr 1862, als sie von Vefsn abgespalten wurde. Sie hatte bei ihrer Gründung 921 Einwohner, Vefsn selbst verblieb mit 5051 Personen. Zum 1. Januar 1964 wurde ein von 168 Personen bewohntes Gebiet an Hemnes überführt.
Bei Krutå am See Røssvatnet gibt es Funde aus der Wikingerzeit mit über 100 Gräbern. Bis ins 18. Jahrhundert lebten in dem Gebiet der heutigen Gemeinde vor allem umherziehende Samen. Ab etwa 1700 ließen sich die ersten Personen am Røssvatn nieder. Ab Mitte des 19. Jahrhunderts begannen Leute aus der Region Østlandet, also dem Südosten Norwegens, zuzuziehen. Nach der Gründung der Gemeinde stieg die Einwohnerzahl etwa 100 Jahre lang bis auf etwa 2100 an, bevor sie zu sinken begann. Im Jahr 1951 wurde eine samische Internatsschule eröffnet.
In der Kommune befinden sich mehrere Kirchen. Die Hattfjelldal kirke in der Ortschaft Hattfjelldal ist eine Holzkirche aus dem Jahr 1868. Im Jahr 1986 folgte die Holzkirche Varntresk kirke am Ostufer des Røssvatnet. Die Susendal kirke weiter im Süden ist ebenfalls eine Holzkirche. Sie wurde im Jahr 2001 fertiggestellt.

## Wirtschaft und Infrastruktur

### Verkehr
Der Riksvei 73 verläuft in Ost-West-Richtung von der schwedischen Grenze im Osten durch die Ortschaft Hattfjelldal weiter nach Grane. Dort mündet die Straße bei Trofors in die Europastraße 6 (E6). Etwas westlich der Ortschaft Hattfjelldal zweigt der Fylkesvei 7340 Richtung Norden ab. Er führt am Westufer des Røssvatn vorbei nach Hemnes.

### Wirtschaft
Die Land- und Forstwirtschaft ist für die lokale Wirtschaft von größerer Bedeutung. Dabei ist vor allem die Tierhaltung mit einem Schwerpunkt auf der Milchproduktion und der Haltung von Schafen weiter verbreitet. Der Wald ist zu einem großen Teil im Staatsbesitz. In der Industrie ist eine Spanplattenfabrik ein wichtiger Arbeitgeber in der Kommune. Im Jahr 2020 arbeiteten von etwa 630 Arbeitstätigen etwa 500 in Hattfjelldal selbst, der Rest verteilte sich vor allem auf die Nachbargemeinden Vefsn und Grane.

## Name und Wappen

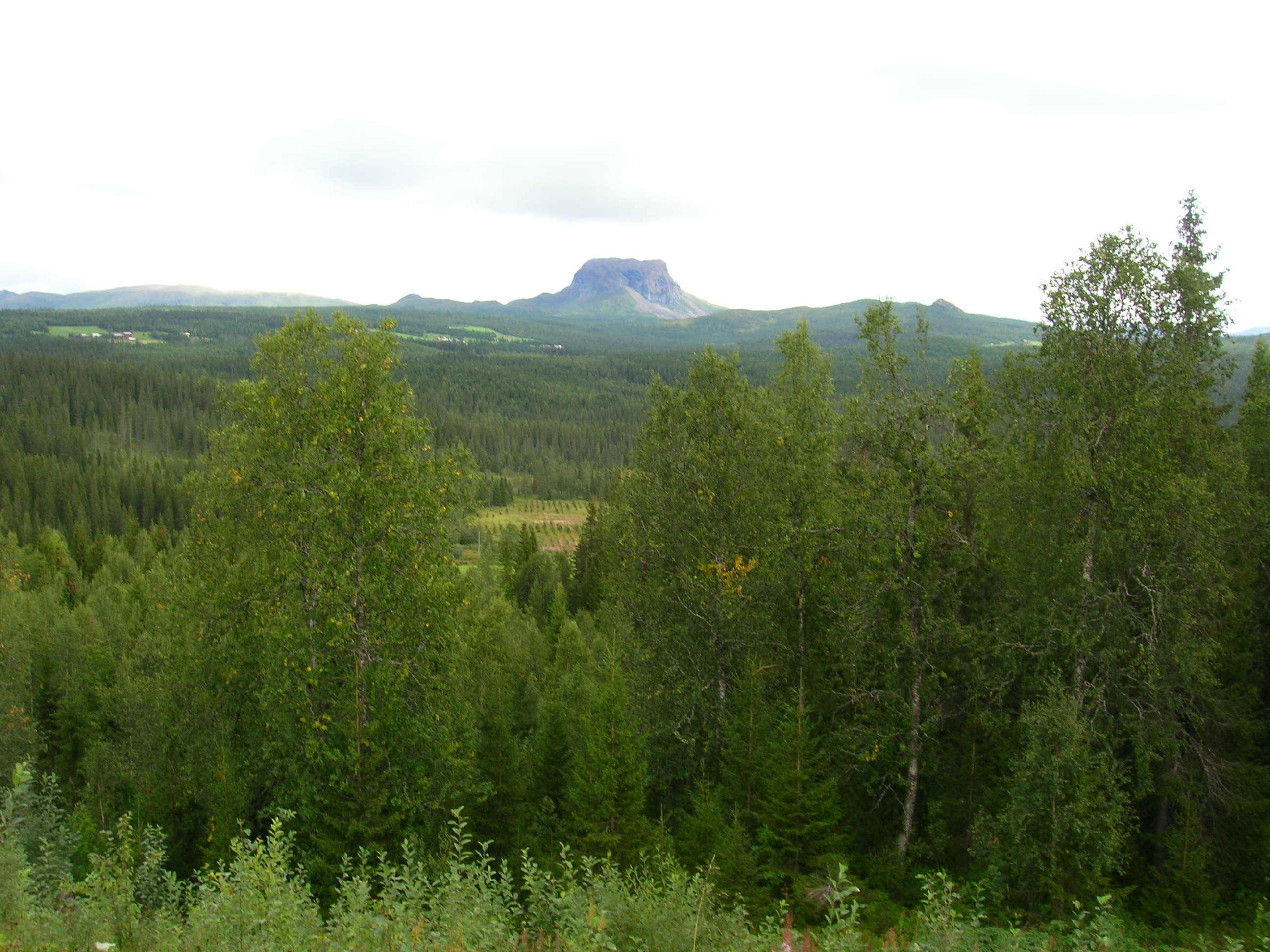
Berg Hatten

Das seit 1986 offizielle Wappen der Kommune ist in Silber und Grün durch eine Zinne geteilt. Die Kommune Hattfjelldal hat ihren Namen durch die gleichnamige Ortschaft bekommen. Deren Name leitet sich wiederum vom östlich davon gelegenen Berg Hatten (südsamisch Aarpije) ab. Der Name Hatten (deutsch Hut) existiert an mehreren Orten in Norwegen für isoliert stehende Berge, die in ihrer Form einem Hut ähneln.

## Persönlichkeiten
- Ole Tobias Olsen (1830–1924), Ingenieur, war von 1883 bis 1904 Pfarrer und Bürgermeister von Hattfjelldal